# NGC 4394
NGC 4323 هي مجرة حلزونية تبعد حوالي 39.5 مليون سنة ضوئية تقع في كوكبة الهلبة (كوكبة). تم اكتشافه في عام 1784 من قبل عالم الفلك ويليام هيرشيل. لدية رفيق من نوع M85 / NGC 4382. وهو عضو في مجموعة عنقود العذراء المجري.

## وصلات خارجية
- NGC 4394 على موقع ويكي سكاي: DSS2, SDSS, GALEX, IRAS, Hydrogen α, X-Ray, Astrophoto, Sky Map, Articles and images